# Brecon Beacons
Brecon Beacons (valižansko Bannau Brycheiniog) je hribovje v Južnem Walesu. V ožjem smislu se ime se nanaša na vrhove hribovja Starega rdečega peščenjaka (Old Red Sandstone), priljubljenih pri pohodnikih, ki ležijo južno od Brecona. Včasih se nanaša na »osrednji Beacon« ter vključuje najvišjo goro Južnega Walesa, Pen y Fan. Območje predstavlja osrednji del v narodnem parku Brecon Beacons (Parc Cenedlaethol Bannau Brycheiniog), ki vključuje tudi območja vzhodno in zahodno od osrednjega Beacona. To veliko širše območje je prav tako pogosto imenovano »Brecon Beacons« ter vključuje hribovje Black Mountain proti vzhodu in zahodu. Najvišji vrhovi so Fan Brycheiniog na zahodu in Pen y Fan v osrednjem delu. Imajo enako osnovno geologijo kot osrednje območje in kažejo več podobnih lastnosti: proti severu usmerjena strma pobočja in ledeniške ostanke, kot so jezera in krnice pod strmimi pobočji.

## Opis
Hribovje Brecon Beacons v ožjem smislu obsega šest glavnih vrhov. Od zahoda proti vzhodu so: Corn Du (873 m), Pen y Fan - najvišji vrh (886 m), Cribyn (795 m), Fan y Big (719 m), Bwlch y Ddwyallt (754 m) in Waun Rydd (769 m). Ti vrhovi tvorijo dolg greben in povezani prvi štirje tvorijo obliko podkve okrog izvira reke Taf Fechan, ki teče proti jugovzhodu. Na severovzhodu grebena so vrinjeni dolgi vzporedni izrastki, štiri doline ali krnice; od zahoda proti vzhodu so Cwm Sere, Cwm Cynwyn, Cwn Oergwm in Cwm Cwareli.
Za Brecon Beacons pravijo, da se imenuje po starodavni praksi svetlobnih signalov z ognji (beacon - svetilnik) v gorah, ki opozarjajo na napade vsiljivcev ali v zadnjem času v spomin na javne in nacionalne dogodke, kot so kronanje ali prelom tisočletja.
Po grebena okoli reke Taf Fechan je znana pot imenovana Beacons Horseshoe (svetilniška podkev)

## Zgodovina
Območje je bilo poseljeno že v času neolitika in naslednji bronasti dobi, najbolj očitno zapuščina slednje so številne pogrebne gomile, ki krasijo griče v osrednjem in zahodnem delu narodnega parka. Še posebej dobri so primeri okroglih tumulusov na Fan Foel, Pen y Fan Corn Du. Prvi je bil izkopan leta 2002-2004 in pepel iz centralne komore datirajo okoli 2000 pred našim štetjem s karbonskim datiranjem. Venec iz brestovolitnega oslada ( Filipendula ulmaria ) je bil verjetno položen v grob.
Več kot dvajset utrdb na vzpetinah je na tem območju iz časa železne dobe. Največji in tudi največji v Južnem Walesu, je bilo par utrdb na vrhu Y Garn Goch blizu Betlehema - Y Gaer Fawr in Y Gaer Fach - dobesedno "velika trdnjava" in "mala trdnjava".  Utrdbe so bile nekoč verjetno trgovski in politični centri.
Ko so v Walesu leta 43 prišli Rimljani, so na tem območju namestili več kot 600 vojakov. Y Gaer, blizu mesta Brecon, je bila njihova glavna baza. V času zasedbe Normanov, so na območju današnjega parka postavili veliko gradov. Eden od najbolj znanih je grad Carreg Cennen.
Obstaja veliko starih sledi poti, ki so jih uporabljali skozi stoletja goniči živine in gosi, ko so le-te vozili na trg v Anglijo. Goniči so prinesli seme ulexa, ki so ga posejali za uporabo kot hrano za svoje ovce. 
Območje je igralo pomembno vlogo v času industrijske revolucije zaradi raznih surovin, vključno apnenca, kremenčevega peska in železove rude, ki so jih pridobivali in prevažali proti jugu v industrializirane doline Južnega Walesa v predelavo.

## Narodni park Brecon Beacons
Brecon Beacons so eno od štirih območjih gora in hribov v Južnem Walesu, ki sestavljajo narodni park Brecon Beacons. Narodni park je bil ustanovljen leta 1957 kot tretji od treh valižanskih parkov: Snowdonia leta 1951 in Pembrokeshire Coast leta 1952.

## Gorsko reševanje
Za gorsko reševanje v južnem Walesu je na voljo pet prostovoljnih skupin, s policijo, ki ima koordinacijo. V resnih primerih pomagajo helikopterji RAF iz RAF Chivenor ali RAF Valley. Te skupine so:
- CBMRT - Osrednji Beacons Mountain Rescue Team
- BMRT - Brecon Mountain Rescue Team
- LMRT - Longtown Mountain Rescue Team, ki pokriva vzhod
- WEBSMART - Western Beacons Mountain Search and Rescue Team
- SARDA South Wales - Search and Rescue Dog Association, ki zajema jug in osrednji Wales

Skupine se financirajo predvsem iz donacij. Njihovo delo ni omejeno na reševanje v gorah - pogosto pomagajo policiji pri iskanju izgubljenih ali ranjenih ljudi v skupnosti.

## Vojaško usposabljanje
Brecon Beacons, zlasti okrog Pen y Fana, so priljubljeno področje usposabljanja pripadnikov oboroženih sil Združenega kraljestva in vojaških rezervistov. Tu se nahajata Vojaška šola Infantry Battle  in Special Air Service (SAS), ki območje uporablja za preizkus usposobljenosti prosilcev.  Julija 2013 sta dva člana teritorialne vojske umrla zaradi pregretja ali toplotnega udara na vroč poletni dan, medtem ko so korakali 14 milj za izbor SAS. Vojaški kapetan je bil najden mrtev na Corn Du v začetku leta po treningu v zelo hladnem vremenu za SAS.